# PureBasic
PureBasic — коммерческий язык программирования высокого уровня, основан на синтаксисе BASIC.
Предназначен для создания кроссплатформенных прикладных программ для AmigaOS, Linux, Microsoft Windows, Windows NT и Mac OS X.
Компилятор PureBasic способен компилировать программы в код процессоров IA-32, m68k и PowerPC. Поддерживает компиляцию исполняемых файлов и динамических библиотек.
Если не злоупотреблять API операционной системы, то код можно скомпилировать не изменяя его на все поддерживаемые платформы.
Поддерживает разные API: Windows API, MFC (Windows), SDL (Linux) и OpenGL.
Многопроходный компилятор PureBasic состоит из переводчика кода в ассемблер, ассемблера (FASM) и компоновщика.
У PureBasic также есть и неплохой отладчик.
Так как в компиляторе присутствует ассемблер, есть возможность в коде использовать ассемблерные вставки.
Поддерживает наборы символов ASCII и Unicode.
Во все дистрибутивы языка входит IDE, поддающийся конфигурации. В него встроен визуальный конструктор форм для построения графического интерфейса.
В PureBasic встроены стандартные библиотеки для программирования консольного и графического интерфейса, библиотеки для создания 2D (DirectX, OpenGL) и 3D игр (OGRE).
Всего насчитывается более 1800 встроенных команд (многие кроссплатформенные).
Язык платный и предоставляются 2 версии: PureBasic Demo и PureBasic Full.
PureBasic Demo имеет некоторые ограничения:
Нельзя скомпилировать код в котором более 800 строк кода.
Нельзя скомпилировать динамическую библиотеку.
Нельзя использовать API операционных систем.

## Библиотеки
PureBasic содержит следующие библиотеки:
Библиотеки общего назначения: (Array, CDAudio, Cipher, Clipboard, Console, Database, Date, Debugger, Desktop, File, FileSystem, Font, Gadget, Help, Image, ImagePlugin, Linked List, Math, Memory, Menu, Misc, Movie, Network, OnError, Packer, Preference, Process, Printer, Requester, Sort, StatusBar, String, SysTray, Thread, Toolbar, Window)
Библиотеки для создания 2D графики: (2D Drawing, Joystick, Keyboard, Module, Mouse, Palette, Sprite & Screen, Sprite3D, Sound, SoundPlugin)
Библиотеки для работы с 3D графикой: (Ogre3D): (Engine3D, Billboard, Camera, Entity, Light, Material, Mesh, Particle, Terrain, Texture)
С помощью библиотеки Library можно взаимодействовать с динамическими библиотеками.

## Типы данных
Тип данных переменной указывается при её первом использовании (и опционально — в дальнейшем), и отделяется от имени точкой. существует набор элементарных типов — .f, .d (числа с плавающей точкой одинарной и двойной точности), .b, .c, .w, .l, .q (целые числа — от однобайтных до 8байтных), .s — строки.
| Тип          | Суффикс   | Использование памяти       | Числовой диапазон                                         |
| ------------ | --------- | -------------------------- | --------------------------------------------------------- |
| Byte         | .b        | 1 байт (8 бит)             | от −128 до +127                                           |
| Ascii        | .a        | 1 байт (8 бит)             | от 0 до +255                                              |
| Character    | .c        | 1 байт (8 бит) (ascii)     | от 0 до +255                                              |
| Word         | .w        | 2 байта (16 бит)           | от −32768 до +32767                                       |
| Unicode      | .u        | 2 байта (16 бит)           | от 0 до +65535                                            |
| Character    | .c        | 2 байта (16 бит) (unicode) | от 0 до +65535                                            |
| Long         | .l        | 4 байта (32 бита)          | от −2147483648 до +2147483647                             |
| Integer      | .i        | 4 байта (32 бита) x86      | от −2147483648 до +2147483647                             |
| Float        | .f        | 4 байта (32 бита)          | В зависимости от соотношения целой и дробной части числа. |
| Integer      | .i        | 8 байт (64 бита) x64       | от −9223372036854775808 до +9223372036854775807           |
| Quad         | .q        | 8 байт (64 бита)           | от −9223372036854775808 до +9223372036854775807           |
| Double       | .d        | 8 байт (64 бита)           | В зависимости от соотношения целой и дробной части числа. |
| String       | .s        | Длина строки + 1 байт      | Нет лимита.                                               |
| Fixed String | .s{длина} | Длина строки               | Нет лимита.                                               |

Помимо элементарных типов, пользователь может определить свой тип с помощью конструкции
```
Structure
 
имя_типа

   
имя_поля
.
тип
 
;
Одиночное
 
поле
.
 
Возможно
 
вложение
 
структур
.

   
имя_поля
[
количество
]
.
тип
 
;
Статические
 
массивы
.

   
;
...

   
;
Опциональная
 
конструкция
 
StructureUnion
 
..
 
EndStructureUnion
 
позволяет
 
объединить
 
несколько
 
полей
 
в
 
одной
 
области
 
памяти
,
 
что
 
иногда
 
требуется
 
для
 
конверсии
 
типов
.

   
StructureUnion

      
имя_типа
.
тип

      
;
...

   
EndStructureUnion
 

EndStructure

```

Переменные могут быть одиночными (собственно, стандартные переменные), динамическим массивом (объявляются с помощью ключевого слова Dim имя_переменной.имя_типа(размер1, размер2, …), связанным списком (ключевое слово List имя_переменной.имя_типа()), ассоциативным массивом(в новых версиях языка)(ключевое слово Map имя_переменной.имя_типа())

## Примеры программ
Классическая программа «Hello, world!»:
С использованием интерфейса командной строки:
```
If
 
OpenConsole
(
"My first program!"
)
 
;
Если
 
открылась
 
консоль
,
 
то
 
выполняем
 
код
.

   
Print
(
"Hello, world!"
)
 
;
Вывод
 
текста
 
на
 
экран
.

   
Repeat
 
:
 
Until
 
Inkey
()
 
=
 
Chr
(
27
)
 
;
Конструкция
 
ждёт
 
нажатия
 
кнопки
 
Escape

   
CloseConsole
()
 
;
Закрыть
 
консоль
.

EndIf
 
;
Конец
 
условия
.

End
 
;
Выход
 
из
 
программы
.

```

С использованием графического интерфейса:
```
MessageRequester
(
"My first program!"
,
 
"Hello, world!"
)
 
;
Вызвать
 
диалог
.

```

С использованием Windows API:
```
MessageBox_
(
0
,
 
"Hello, world!"
,
 
"My first program!"
,
 
#
MB_OK
)
 
;
Вызвать
 
диалог
.

```

Простой калькулятор:
С использованием интерфейса командной строки:
```
Define
 
var_a
.
i
 
;
Объявляем
 
переменную
 
первого
 
числа
.

Define
 
var_b
.
i
 
;
Объявляем
 
переменную
 
второго
 
числа
.

Define
 
var_action
.
a
 
;
Объявляем
 
переменную
 
действия
.

Define
 
var_out
.
i
 
;
Объявляем
 
переменную
 
выходного
 
числа
.

If
 
OpenConsole
(
"Calculation"
)
 
;
Если
 
открылась
 
консоль
,
 
то
 
выполняем
 
код
.

   
start:
 
;
Метка
 
start
.

   

   
Print
(
"A: "
)

   
var_a
 
=
 
Val
(
Input
())
 
;
Спрашиваем
 
первое
 
число
.

   
Print
(
"B: "
)

   
var_b
 
=
 
Val
(
Input
())
 
;
Спрашиваем
 
второе
 
число
.

   
Print
(
"Action: "
)

   
var_action
 
=
 
Asc
(
Input
())
 
;
Спрашиваем
 
действие
.

   

   
Select
 
Chr
(
var_action
)
 
;
Проверяем
 
действие
.

      
Case
 
"+"

         
var_out
 
=
 
var_a
 
+
 
var_b
 
;
Складываем
 
числа
.

      
Case
 
"-"

         
var_out
 
=
 
var_a
 
-
 
var_b
 
;
Вычитаем
 
числа
.

      
Case
 
"*"

         
var_out
 
=
 
var_a
 
*
 
var_b
 
;
Умножаем
 
числа
.

      
Case
 
"/"

         
var_out
 
=
 
var_a
 
/
 
var_b
 
;
Делим
 
числа
.

      
Case
 
"^"

         
var_out
 
=
 
Pow
(
var_a
,
 
var_b
)
 
;
Выводим
 
в
 
степень
.

   
EndSelect
 
;
Конец
 
проверки
 
действия
.

   

   
PrintN
(
"Result: "
 
+
 
Str
(
var_out
))
 
;
Выводим
 
результат
.

   

   
Print
(
"Exit? (Y/N): "
)
 
;
Выводим
 
сообщение
 
о
 
выходе
.

   
If
 
Input
()
 
=
 
"N"
 
;
Проверяем
,
 
хочет
 
ли
 
пользователь
 
остаться
.

      
Goto
 
start
 
;
Переходим
 
на
 
метку
 
start
.

   
EndIf
 
;
Конец
 
условия
.

   

   
CloseConsole
()
 
;
Закрыть
 
консоль
.

EndIf
 
;
Конец
 
условия
.

End
 
;
Выход
 
из
 
программы
.

```

 Примечание:  Примеры рассчитаны для версии компилятора 5.11. На старых версиях могут быть ошибки из за разного синтаксиса версий!

## Основные этапы развития
| Дата выхода         | Версия     | Описание |
| ------------------- | ---------- | --- |
| 1 сентября 1999 г.  | 1.00       | Первая версия для AmigaOS. |
| 10 октября 1999 г.  | 1.10       | Полноценная поддержка PowerPC под AmigaOS (WarpOS). |
| 30 ноября 1999 г.   | 1.20       | Встроенный редактор и поддержка библиотек AmigaOS. |
| 9 сентября 2000 г.  | 1.60       | Удалось реализовать парадигму программирования для AmigaOS без потерь в бета-версиях для Microsoft Windows и Linux. |
| 17 декабря 2000 г.  | 2.00 Final | Первая non-beta версия для Microsoft Windows, доступная широкой публике. |
| 4 апреля 2002 г.    | 3.00       | Добавлены новые библиотеки |
| 25 октября 2006 г.  | 4.00 Beta  | Стабильная версия для AmigaOS и Linux. |
| 8 мая 2006 г.       | 4.00 Final | Стабильная версия для Microsoft Windows. |
| 9 ноября 2007 г.    | 4.10 Final | Впервые одновременный релиз для всех поддерживаемых платформ: Microsoft Windows, Linux и Mac OS X. |
| 5 ноября 2012 г.    | 5.00       | Версия для Windows (x86 и x64), Linux (x86 и x64) и Mac OS X (x86, x64 и PowerPC). |
| 23 июля 2014 г.     | 5.30       | Реализовано пространство имён. |
| 16 октября 2015 г.  | 5.40 LTS   | Обновления версии 5.40 LTS. |
| 25 июля 2016 г.     | 5.50       | Добавлены новые функции для работы с 3D, а также поддержка UNICODE в компиляторе. |
| 2 марта 2017 г.     | 5.60       | Добавлен Gif декодер и многое другое. |
| 12 сентября 2017 г. | 5.61       | Исправлена часть известных ошибок компилятора и библиотек. |
| 2 января 2019 г.    | 5.70 LTS   | Ввод подсистемы QT для Linux, расширенная поддержка кроссплатформенности, внедрение функции поддержки DPI для приложений Windows, добавлены функции HTTPRequest(), HTTPRequestMemory(), UseMySQLDatabase(), добавлены новые функции для работы с 3D                                                                                 |
| 16 августа 2019 г.  | 5.71 LTS   | Исправлены ошибки в компиляторе и большинстве библиотек |
| 30 марта 2020 г.    | 5.72 LTS   | Исправлены ошибки в компиляторе и большинстве графических библиотек |
| 23 ноября 2020 г.   | 5.73 LTS   | Обновление IDE, и большинства встроенных сетевых библиотек |
| 22 июня 2022 г.     | 6.00 LTS   | Добавлена поддержка инструкции для процессоров Apple M1, Raspberry 32 и 64 бит, обновлен компилятор C, улучшена поддержка OS Windows 11 (в т.ч. добавлена поддержка high auto DPI), OS X 11 and 12 (x86 версия PB удалена, обновлены важные библиотеки в т.ч. Movie library), для виджетов теперь полная поддержка GTK3 на OS Linux |